# Melampophylax nepos
Melampophylax nepos är en nattsländeart som först beskrevs av Mclachlan 1880.  Melampophylax nepos ingår i släktet Melampophylax och familjen husmasknattsländor. Utöver nominatformen finns också underarten M. n. triangulifera.